# Johan Sacré
Johan Sacré was een Belgisch redacteur.

## Levensloop
Hij was de gewezen echtgenoot van Annie Hans, dochter van Abraham Hans en zus van Willem Hans.
Sacré was tijdens de Duitse bezetting in de Tweede Wereldoorlog actief in DeVlag. Daarnaast was hij werkzaam als redacteur voor onder andere de weekbladen Laagland en Balming, beiden uitgegeven door uitgeverij Steenlandt. Na het ontslag van Jan Hadermann in 1943 werd hij, na passages van Frans Beckers en Adolf Peremans, hoofdredacteur van Het Laatste Nieuws.
In september 1944 leerde hij Blanka Gyselen kennen met wie hij een relatie aanknoopte. In september 1944 vluchtten ze naar Duitsland en vervolgens in mei 1945 naar Frankrijk. Aldaar leefden ze onder een valse naam in een voorstad van Parijs. In mei 1946 werden ze beiden gearresteerd en opgesloten in de Begijnenstraat te Antwerpen. Gyselen, die hoogzwanger was bij de arrestatie, beviel in haar cel van een dochter. Het kind werd na 14 dagen weggehaald en stierf enkele maanden later. Sacré werd later overgeplaatst naar de gevangenis van Sint-Gillis.